# Carlos Gomes (Rio Grande do Sul)
Carlos Gomes é um município brasileiro no interior do estado do Rio Grande do Sul. Localiza-se a norte/noroeste da capital do estado, distando desta cerca de 304 km. Ocupa uma área de 83,154 km², sendo que cerca de 3 km² estão em perímetro urbano, e sua população em 2010 era de 1 607 habitantes sendo então o 487º mais populoso do estado do Rio Grande do Sul. O município localiza-se na região do Alto Uruguai.
A sede tem uma temperatura média anual de 18,8°C e na vegetação do município predomina campos e pradarias. Com uma taxa de urbanização da ordem de 17,83%, o município contava, em 2008, com apenas um estabelecimento de saúde. O seu Índice de Desenvolvimento Humano (IDH) é de 0,782, considerando como elevado em relação ao estado.
Na área da cultura e lazer, destaca-se na realização de diversos eventos anuais, como a Festa de Nossa Senhora dos Navegantes, em fevereiro, ou a Mostra de Danças, realizada em maio. Possui ainda alguns atrativos turísticos de valor cultural ou histórico, como a Igreja Matriz de Sant’Ana, a Gruta de Sant’Ana, além do Rio do Peixe, também conhecido como rio Apaê Mirim.

## História

### Origens
De acordo com estudos realizados pela Eletrosul, o território que constitui hoje a região do Alto Uruguai já era habitada pelo homem há pelo menos 10 mil anos. Nos últimos três séculos, a região foi habitada pelo grupo dos Caingangues que, inicialmente, vivia em estado de isolamento.
Os primeiros povoadores brancos da região do atual município de Carlos Gomes foram poloneses, desbravadores oriundos das Colônias de São Marcos, Bento Gonçalves, Veranópolis, Guaporé, Garibaldi e Alfredo Chaves, que chegaram por volta do ano de 1907. Todos pioneiros dedicaram-se à agricultura. Naquela época a cidade era um distrito de Passo Fundo. As primeiras famílias foram: Babinski, Stodulski, Osowski, Stawinski, Grzybowski, Ziger, Wilanowski, Pogorgelski, Jakubowski, Sztormowski, Longui, Slussarek, Wojakowski, Micoanski, Andres, Wosinski, Meredik, Blasek, Strzelecki, e Amadigi. Os primeiros colonizadores chegaram até a região passaram por inúmeras dificuldades. Estas foram superadas pelos imigrantes que pouco a pouco foram se adaptando com a língua, costumes e alimentação local.

### Formação administrativa

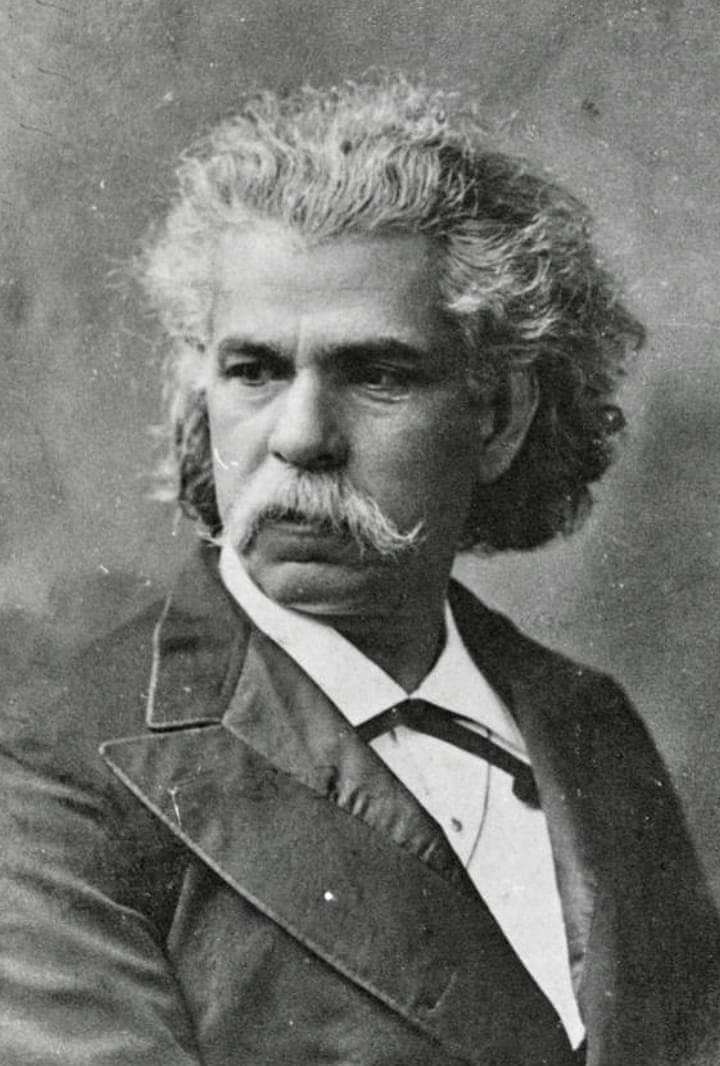
O nome da cidade homenageia o compositor Carlos Gomes.

O primeiro nome que a comunidade teve foi Sede dos Polacos, pelo fato da maioria dos habitantes serem descendentes de poloneses. O segundo foi Rio do Peixe e o Terceiro Ribeirão Torto. Em 1935 passou a denominar-se Nova Polônia e em 31 de outubro do mesmo ano, através do ato nº 125, da Intendência de Erechim, foi elevado à categoria de Vila como 11º Distrito de Erechim. Em 1944, sofre a última mudança nominal passando a chamar-se Carlos Gomes. Tal nome prende-se à existência de uma Banda Musical que era muito conhecida pela comunidade e tocava músicas do compositor de ópera brasileiro Carlos Gomes (Campinas, 11 de julho de 1836 — Belém, 16 de setembro de 1896).
Em 1945, passou a ser o 9º Distrito de Erechim, e com a emancipação do município de Gaurama, em 1955 foi elevado a 3º Distrito. Em 1959, com a emancipação do município de Viadutos, fica sendo o 2º Distrito, integrando com a Sede o novo Município. O Município de Carlos Gomes veio a ser criado no dia 20 de março de 1992, pela Lei Estadual nº 9.540, após consulta plebiscitária realizada em 10 de novembro de 1991. Foi formado pelo desmembramento e áreas pertencentes ao município de Viadutos e sua instalação deu-se em 1 de janeiro de 1993 com a posse do 1º Prefeito, Vice- Prefeito e Vereadores.

### História recente
Com o crescimento populacional de cidades próximas a Carlos Gomes, foi criada a Microrregião de Erechim, reunindo além do município, outras trinta cidades. São as mais populosas: Erechim, Getúlio Vargas, Aratiba, Barão de Cotegipe, Estação, Gaurama, Campinas do Sul, Erval Grande, Marcelino Ramos, Viadutos, Itatiba do Sul e Áurea. Em 2006 sua população foi estimada pelo Instituto Brasileiro de Geografia e Estatística em cerca de 211 228 habitantes em uma área total de 5 745 km². Seu Índice de desenvolvimento humano (IDH) médio era de 0,791 e o PIB per capita médio de R$ 22 048 em 2003. Localiza-se na mesorregião do Noroeste Rio-grandense.

## Geografia
Carlos Gomes está localizada junto a leste da Região do Alto Uruguai, que está situada entre o Rio Uruguai e o Rio Ijuí, sendo que a cidade é banhada pelo Rio do Peixe e tendo em seu território várias sub-bacias de pequenos e médios córregos com papéis importantes em sua configuração. Carlos Gomes tem a altitude média de 620 m. Limita-se com os municípios de Maximiliano de Almeida e Viadutos, a norte; Centenário a sul; Paim Filho, São João da Urtiga e Maximiliano de Almeida a leste; e Áurea, Centenário e Viadutos a oeste. E é cortada no sentido leste-oeste pelo paralelo 51° 54' 50" e em sentido norte-sul pelo meridiano de 27° 43' 04". Está a cerca de 388 km da capital do estado do Rio Grande do Sul, Porto Alegre, sendo 304 em distância rodoviária. Na região onde Carlos Gomes está localizada, o basalto é o material de origem do lugar, que se caracteriza como planície profundamente recortada pelos afluentes do Rio Uruguai.
Carlos Gomes não é subdividida em distritos. A área do município é de 83,154 km², representando 0,0309 % do território gaúcho, 0,0148% da área da região Sul do Brasil e 0,001% de todo o território brasileiro. A área do perímetro urbano é de cerca de 3 km². Carlos Gomes também está situada na Mesorregião do Noroeste Rio-Grandense e Microrregião de Erechim, que possuem, respectivamente, áreas de 64 930,583 km² e 5 710,341 km². Sua microrregião ainda conta com trinta municípios e seu perímetro corresponde a cerca de 2,03% da área do estado.
A vegetação do município é uma mistura entre a Mata das Araucárias, que é a floresta ombrófila mista, e pradarias. Uma das árvores mais comuns da cidade é a Araucária, típica de regiões geladas do Planalto Rio-Grandense.

### Clima
O clima de Carlos Gomes e região é considerado subtropical úmido (tipo Cfa segundo Köppen), pertencente à zona climática designada pela letra C, com chuvas regulares durante todo o ano e temperatura média anual de 18,8 °C, tendo invernos frios, raramente de forma demasiada, e verões com temperaturas moderadas. Os mês mais quente, janeiro, tem temperatura média de 23,2 °C, e o mês mais frio, junho, de 14,1 °C. Outono e primavera são consideradas como estações de transição.
A precipitação média anual é de 1 812,8 mm, sendo dezembro o mês mais seco, quando ocorrem 114,9 mm. Em outubro, o mês mais chuvoso, a média fica em 182,3 mm. Nos últimos anos, entretanto, os dias quentes e secos durante o inverno têm sido cada vez mais frequentes, não raro ultrapassando a marca dos 30 °C especialmente entre os meses de agosto e setembro. Durante períodos de longos veranicos também são comuns registros de fumaça de queimadas em morros e matagais. Principalmente na zona rural da cidade e dos municípios da região.
Em uma localidade situada próxima a Carlos Gomes, entre outubro de 1957 e julho de 2000, o maior acumulado de chuva em menos de 24 horas foi de 196 mm em 18 de agosto de 1965. Outros grandes acumulados foram registrados em 12 de março de 1970, com 146 mm; 142 mm em 5 de maio de 1970; 136 mm no dia 19 de agosto de 1965; 119 mm em 14 de novembro de 1995; 118 mm em 12 de abril de 1987; 117 mm em 9 de maio de 1985; 116 mm em 28 de abril de 1998; 115 mm em 23 de dezembro de 1976; e 113 mm em 8 de novembro de 1969; Tempestades de granizo não são muito constantes no município, mas algumas das mais recentes ocorreram em 2 de dezembro de 2010; 16 de novembro de 2010; e 14 de novembro de 2010.
| Temperatura e precipitação média em Carlos Gomes | Temperatura e precipitação média em Carlos Gomes | Temperatura e precipitação média em Carlos Gomes | Temperatura e precipitação média em Carlos Gomes | Temperatura e precipitação média em Carlos Gomes | Temperatura e precipitação média em Carlos Gomes | Temperatura e precipitação média em Carlos Gomes | Temperatura e precipitação média em Carlos Gomes | Temperatura e precipitação média em Carlos Gomes | Temperatura e precipitação média em Carlos Gomes | Temperatura e precipitação média em Carlos Gomes | Temperatura e precipitação média em Carlos Gomes | Temperatura e precipitação média em Carlos Gomes | Temperatura e precipitação média em Carlos Gomes |
| Mês                                              | Jan                                              | Fev                                              | Mar                                              | Abr                                              | Mai                                              | Jun                                              | Jul                                              | Ago                                              | Set                                              | Out                                              | Nov                                              | Dez                                              | Ano                                              |
| ------------------------------------------------ | ------------------------------------------------ | ------------------------------------------------ | ------------------------------------------------ | ------------------------------------------------ | ------------------------------------------------ | ------------------------------------------------ | ------------------------------------------------ | ------------------------------------------------ | ------------------------------------------------ | ------------------------------------------------ | ------------------------------------------------ | ------------------------------------------------ | ------------------------------------------------ |
| Média das temperaturas máximas °C                | 28,6                                             | 27,2                                             | 27,2                                             | 24,1                                             | 20,8                                             | 19,0                                             | 19,1                                             | 20,5                                             | 21,8                                             | 24,1                                             | 26,3                                             | 28,0                                             | 23,9                                             |
| Temperatura média °C                             | 23,2                                             | 22,6                                             | 22,0                                             | 18,9                                             | 16,0                                             | 14,1                                             | 14,2                                             | 15,5                                             | 16,6                                             | 18,8                                             | 20,8                                             | 22,5                                             | 18,8                                             |
| Média das temperaturas mínimas °C                | 17,8                                             | 17,9                                             | 16,7                                             | 13,7                                             | 11,2                                             | 9,2                                              | 9,3                                              | 10,4                                             | 11,3                                             | 13,4                                             | 15,2                                             | 16,9                                             | 13,6                                             |
| Precipitação média mm                            | 163,8                                            | 155,3                                            | 139,6                                            | 151,6                                            | 149,7                                            | 158,1                                            | 140,9                                            | 146,9                                            | 177,6                                            | 182,3                                            | 132,1                                            | 114,9                                            | 1812,8                                           |

## Demografia
Em 2010, a população do município foi contada pelo Instituto Brasileiro de Geografia e Estatística (IBGE) em 1 607 habitantes, sendo o 487º mais populoso do estado e apresentando uma densidade populacional de 19,33 habitantes por km². Segundo o censo de 2010, 833 habitantes eram homens e 744 habitantes mulheres. Ainda segundo o mesmo censo, 378 habitantes viviam na zona urbana e 1229 na zona rural.
O Índice de Desenvolvimento Humano Municipal (IDH-M) de Carlos Gomes, considerado médio pelo Programa das Nações Unidas para o Desenvolvimento (PNUD). Em 2000 era de 0,782, considerando-se como médio em relação à média estadual. Considerando apenas a educação, que é medida pela taxa de alfabetização adulta (com ponderação de dois-terços) e a taxa de escolarização, o índice é de 0,885 (elevado), enquanto o do Brasil é 0,849; o índice da longevidade, que é a expectativa de vida ao nascer ou esperança de vida à nascença, é de 0,836 (o brasileiro é 0,638) e o de renda é de 0,625 (o do país é 0,723). A cidade possui a maioria dos indicadores médios e parecidos com os da média nacional segundo o PNUD. A renda per capita é de 11 029 reais.
O coeficiente de Gini, que mede a desigualdade social é de 0,31, sendo que 1,00 é o pior número e 0,00 é o melhor. A incidência da pobreza, medida pelo IBGE, é de 15,68%, o limite inferior da incidência de pobreza é de 5,40%, o superior é de 25,96% e a incidência da pobreza subjetiva é de 12,01%. No ano de 2000, a população carlosgomense era composta por 1 900 brancos (99,35%) e 12 negros (0,65%).

### Religião
Tal como a variedade cultural em Carlos Gomes, são diversas as manifestações religiosas presentes na cidade. Embora tenha se desenvolvido sobre uma matriz social eminentemente católica, é possível encontrar atualmente na cidade dezenas de denominações protestantes diferentes.
A cidade de Carlos Gomes está localizada no país mais católico do mundo em números absolutos. A Igreja Católica teve seu estatuto jurídico reconhecido pelo governo federal em outubro de 2009, ainda que o Brasil seja atualmente um estado oficialmente laico. De acordo com dados do censo de 2000, realizado pelo Instituto Brasileiro de Geografia e Estatística, a população de Carlos Gomes é composta por: Católicos (98,33%), evangélicos (0,52%) e 0,78% estão divididas entre outras religiões.

## Política
De acordo com a Constituição de 1988, Carlos Gomes está localizada em uma república federativa presidencialista. Foi inspirada no modelo estadunidense, no entanto, o sistema legal brasileiro segue a tradição romano-germânica do Direito positivo. A administração municipal se dá pelo poder executivo e pelo poder legislativo.
O primeiro representante do poder executivo e prefeito do município foi Egidio Moreto, eleito logo após a emancipação do município. Em seis mandatos, quatro prefeitos passaram pela prefeitura de Carlos Gomes. Nos últimos anos o cargo foi ocupado novamente por Egidio Moreto, do Democratas, eleito em 2004 e reeleito nas Eleições municipais no Brasil em 2008 com 56,08% dos votos válidos (807 votos). Por ter menos de 200 mil eleitores o município não teve segundo turno.
O Poder legislativo é constituído pela câmara, composta por nove vereadores eleitos para mandatos de quatro anos (em observância ao disposto no artigo 29 da Constituição) e está composta da seguinte forma: cinco cadeiras do Democratas (DEM); três cadeiras do Partido dos Trabalhadores (PT); e uma cadeira do Partido do Movimento Democrático Brasileiro (PMDB). Cabe à casa elaborar e votar leis fundamentais à administração e ao Executivo, especialmente o orçamento participativo (Lei de Diretrizes Orçamentárias). O município de Carlos Gomes se rege por leis orgânicas e faz parte da Comarca de Erechim. De acordo com o TRE-RS (Tribunal Regional Eleitoral do Rio Grande do Sul), o município possuía em 2010 cerca de 1 540 eleitores, sendo o menor eleitorado da região do Alto Uruguai.

## Economia
O Produto Interno Bruto - PIB - de Carlos Gomes é o menor de sua microrregião. De acordo com dados do IBGE, relativos a 2008, o PIB do município era de R$ 19 168,934 mil. 339 mil são de impostos sobre produtos líquidos de subsídios a preços correntes. O PIB per capita é de R$ 11 029,31
Setor primário
| Produção de milho, soja e cana-de-açúcar (2009) | Produção de milho, soja e cana-de-açúcar (2009) | Produção de milho, soja e cana-de-açúcar (2009) |
| ----------------------------------------------- | ----------------------------------------------- | ----------------------------------------------- |
| Produto                                         | Área colhida (Hectares)                         | Produção (Tonelada)                             |
| Milho                                           | 3 000                                           | 9 900                                           |
| Soja                                            | 1 860                                           | 4 278                                           |
| Cana-de-açúcar                                  | 68                                              | 2 720                                           |

A agricultura é o setor mais relevante da economia de Carlos Gomes. De todo o PIB da cidade 9 769 mil reais é o valor adicionado bruto da agropecuária. Segundo o IBGE em 2009 o município possuía um rebanho de 5 141 bovinos, 4 800 suínos, 45 ovinos, 400 35 equinos, 42 caprinos, 148 coelhos e 15 750 aves, dentre estas 3 750 galinhas e 12 000 galos, frangos e pintinhos. Em 2009 a cidade produziu 3 410 mil de litros de leite de 2 100 vacas. Foram produzidos 61 dúzias de ovos de galinha, 3 950 quilos de mel-de-abelha e 60 quilos de lã de ovelha. Na lavoura temporária são produzidos principalmente o milho (9 900 toneladas), a soja (4 278 toneladas) e o cana-de-açúcar (2 720 toneladas).
Setores secundário e terciário
A indústria, atualmente, é o setor menos relevante para a economia do município. 823 mil reais do PIB municipal são do valor adicionado bruto da indústria (setor secundário). A prestação de serviços rende 8238 reais ao PIB municipal, sendo que o setor terciário atualmente é a segunda maior fonte geradora do PIB carlogomense. De acordo com o IBGE, a cidade possuía, no ano de 2008, 34 unidades locais, 34 empresas e estabelecimentos comerciais atuantes e 290 trabalhadores, sendo 168 pessoal ocupado total e 122 ocupado assalariado. Salários juntamente com outras remunerações somavam 1 383 reais e o salário médio mensal de todo município era de 2,2 salários mínimos.

## Estrutura urbana

### Habitação e infraestrutura básica
Carlos Gomes conta com boa infraestrutura. No ano de 2000 a cidade tinha 493 domicílios entre apartamentos, casas, e cômodos. Desse total 472 eram imóveis próprios, sendo 446  próprios já quitados (90,47%), 26 em aquisição (5,27%) e 13 alugados (2,64%); sete imóveis foram cedidos, sendo dois por empregador (0,41%) e cinco cedidos de outra maneira (1,01%). Apenas um foi ocupado de outra forma (0,20%).
Parte dessas residências conta com água tratada, energia elétrica, esgoto, limpeza urbana, telefonia fixa e telefonia celular. Em 2000, 96,96 dos domicílios eram atendidos pela rede geral de abastecimento de água ou contavam com poços ou nascentes na propriedade; 22,52% das moradias possuíam coleta de lixo por serviço de limpeza ou caçamba de serviço de limpeza; e 98,93% das residências possuíam algum tipo de escoadouro sanitário.

### Saúde e educação
O município possuía no ano de 2008 apenas um estabelecimento de saúde, sendo este público municipal, que não conta com internação pública. Possui atendimento ambulatorial com atendimento médico em especialidades básicas, atendimento odontológico com dentista e presta serviço ao Sistema Único de Saúde (SUS). Existe na cidade Unidade Básica de Saúde, Posto de Saúde e Unidade de Serviço de Apoio de Diagnose e Terapia. Carlos Gomes contava em dezembro de 2009 com dois técnicos em enfermagem, um enfermeiro, um cirurgião dentista e um médico de família, totalizando cinco profissionais da área da saúde. O município pertence à Macrorregional de Saúde Norte e Regional de Saúde CRS 11 Erechim.
O município em 2008 contava com aproximadamente 361 matrículas, 35 docentes e 6 escolas nas redes públicas e particulares. Segundo dados do Instituto Nacional de Estudos e Pesquisas Educacionais Anísio Teixeira (INEP) e do Ministério da Educação (MEC), o índice de analfabetismo no ano de 2000 entre pessoas de 18 a 24 anos de idade era de 0,56%. 115,68% de pessoas frequentam o fundamental em relação à população de 7 a 14 anos; 67,52% de pessoas frequentam o ensino médio em relação à população de 15 a 17 anos; e 11,00% de pessoas frequentam curso superior em relação à população de 18 a 22 anos. A taxa bruta de frequência à escola naquele ano era de 78,41%. 27 habitantes possuíam menos de 1 ano de estudo ou não contava com instrução alguma. Em 2004, 209 alunos eram atendidos pelo transporte escolar, sendo 66 da rede municipal e 143 da estadual.
| Ensino pré-escolar | 46  | 4  | 2 |
| Ensino fundamental | 236 | 20 | 3 |
| Ensino médio       | 79  | 11 | 1 |

### Serviços e comunicações

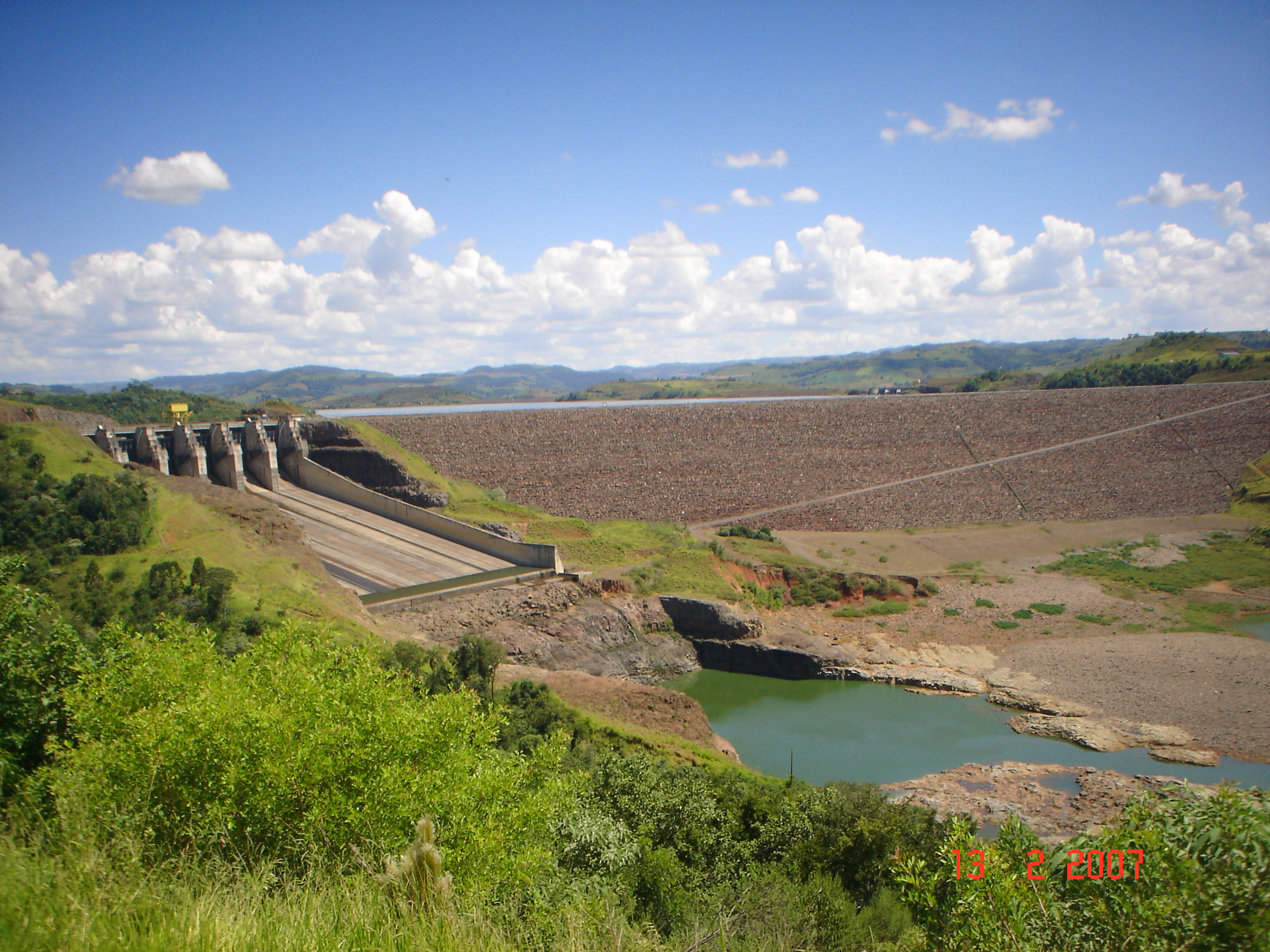
UHE Itá, uma das responsáveis pelo fornecimento de energia à região.

Carlos Gomes é abastecida pela companhia elétrica Rio Grande Energia, mais conhecida por RGE, desde 1997. Atende 262 municípios gaúchos, o que representa 51% do total de municípios do estado. A geração não ocorre mais pela própria região, mas sim pela Região Funcional de Planejamento 9, que conta com hidrelétricas importantes como Hidrelétrica de Itá e Hidrelétrica de Machadinho. Toda a microrregião de Erechim é uma forte exportadora de energia e não carece de grandes modificações. Mas o meio rural em geral não conta com iluminação suficiente para manter a temperatura dos aviários ou pocilgas, e nem para instalar sistema de resfriamento para leite e carnes. A CRERAL (Cooperativa Regional de Eletrificação Rural do Alto Uruguai Ltda) é uma distribuidora alternativa, fundada no dia 23 de julho de 1969 e contando com cerca de 6 mil consumidores.
O serviço de abastecimento de água de toda a cidade é feito pela Companhia Riograndense de Saneamento (Corsan). Já a coleta de esgoto é realizada pela própria prefeitura. Ainda há serviços de internet discada e banda larga (ADSL) sendo oferecidos por diversos provedores de acesso gratuitos e pagos. O serviço telefônico móvel, por telefone celular, é oferecido por diversas operadoras. Existe ainda acesso 3G, oferecido ao município desde o dia 1 de setembro de 2008. O código de área (DDD) de Carlos Gomes é 054 e o Código de Endereçamento Postal (CEP) da cidade é 99825-000. No dia 19 de janeiro de 2009 o município passou a ser servido pela portabilidade, juntamente com 137 municípios do estado Rio Grande do Sul que utilizam o mesmo DDD de Carlos Gomes. A portabilidade é um serviço que possibilita a troca da operadora sem a necessidade de se trocar o número do aparelho.

### Transportes
Por ser uma cidade pequena, com poucas ruas e poucos habitantes, não há um grande trágego de veículos no município de Carlos Gomes. A frota municipal no ano de 2009 era de 458 veículos, sendo 310 automóveis, 21 caminhões, um caminhão trator, 27 caminhonetes, três micro-ônibus, 88 motocicletas, duas motonetas e seis ônibus.
Por não possuir rios em abundância, o município não possui muita tradição no transporte hidroviário. Carlos Gomes também não é cortada por ferrovias em seu território. Atualmente há alguns aeroportos que operam próximos à cidade, como o Aeroporto de Erechim (IATA: ERM, ICAO: SSER), além do Aeroporto de Passo Fundo e o Aeroporto de Chapecó. O Terminal Rodoviário de Erechim, situado a cerca de 50 km de Carlos Gomes, é um grande centro de transportes rodoviários na região norte do Rio Grande do Sul e sul de Santa Catarina, tendo destinos para mais de dez estados brasileiros, como Mato Grosso, Minas Gerais, Paraná, Bahia e Distrito Federal. A rodoviária atende atualmente a todo o sul, parte do sudeste, parte do centro-oeste e nordeste brasileiro. Suas principais empresas rodoviárias são a Reunidas e a Unesul. A cidade é atendida pela RS-331, que faz a ligação entre Carlos Gomes e municípios como Marcelino Ramos, Erechim e Viadutos, além de ligar a cidade até a Rodovia Transbrasiliana (BR-153), a quarta maior rodovia do Brasil. Três empresas de ônibus atendem Carlos Gomes. São elas a Unesul, a Praia Bonita e a Cervinski.

## Cultura e lazer
Para estimular o desenvolvimento socioeconômico local, a prefeitura de Carlos Gomes juntamente ou não com instituições locais, passou a investir mais no segmento de festas e eventos. Anualmente destaca-se a realização do Baile do Choop, em janeiro; da Festa de Nossa Senhora dos Navegantes, em fevereiro; o Encontro de Mulheres, em maio; o Kolacja Polska (Janta Polonesa), em abril; e a Mostra de Danças, realizada em maio. Na área da gastronomia, há dois bares e restaurantes cadastrados pelo governo municipal. Segundo divisão feita e utilizada pela Secretaria de Estado do Turismo do Rio Grande do Sul, o município está localizado na Região dos Hidrominerais e Microrregião das Termas e Lagos, lugar onde há oferta das águas termais, extensos campos de plantações e predominância ou existência do estilo arquitetônico Art déco.
O município possui ainda alguns atrativos turísticos de valor cultural ou histórico, como a Igreja Matriz de Sant’Ana, construída em estilo gótico, foi idealizada e construída especialmente pelo Padre José Wojda sendo uma das dez capelas comunitárias do interior do Município e de municípios vizinhos pertencentes à Paróquia de Sant’Ana; a Gruta de Sant’Ana, situada em frente à Igreja Matriz, conhecida por ser revestida de pedras semi-preciosas, algumas trazidas da Polônia. De seu interior nasce água que jorra pela gruta e é um local onde os visitantes costumam fazer pedidos e orações; além do Rio do Peixe, também conhecido como rio Apaê Mirim, que é um lugar que proporciona belas vistas.

### Feriados
Em Carlos Gomes há quatro feriados municipais, oito feriados nacionais e quatro pontos facultativos. Os feriados municipais são: o Dia do Aniversário do Município, em 20 de março; o Dia da Padroeira, Santa Ana, em 26 de julho; além dos feriados móveis, que são a Sexta-feira Santa e Corpus Christi, que sempre é realizado na quinta-feira seguinte ao domingo da Santíssima Trindade. De acordo com a lei Nº 9.093 de 12 de setembro de 1995, os municípios podem ter no máximo quatro feriados municipais, já incluso neste, a Sexta-Feira Santa.